# Maladera spissa
Maladera spissa är en skalbaggsart som beskrevs av Brenske 1899. Maladera spissa ingår i släktet Maladera och familjen Melolonthidae. Inga underarter finns listade i Catalogue of Life.